# DAF 44
El DAF 44 es un automóvil del segmento C fabricado por la empresa holandesa DAF entre 1966 y 1974. Fue diseñado por Giovanni Michelotti. Representaba un lujo para la marca, ya que hasta entonces DAF solo había producido para el mercado de turismos, el modelo Daffodil (posteriormente renombrado como DAF 33, para alinearlo con la forma de nomenclatura numérica comenzada con el modelo 44)
El motor de 2 cilindros ya era familiar a cualquier conductor de los menos potentes DAF 33, y el diámetro del motor se mantuvo intacto en 85,5 mm. Posteriormente la carrera del motor se incrementó en 73,5 mm, dando un aumento de  cilindrada de 746 cc a 844 cc y un aumento en la potencia  de 28 CV a 34 CV. 
Una característica innovadora para la época, era la parrilla frontal de ventilación y que la rueda de repuesto se almacenaba bajo el capó delantero.
El DAF 44, en común con otros coches de DAF, incorporaba un innovador sistema de transmisión variable continua, el DAF Variomatic.
Del modelo DAF 44 se produjeron 167.902 unidades.